# 澤萊納河 (亞速海)
澤莱納河（烏克蘭語：Зелена），是烏克蘭東南部的河流，發源自切爾沃內波萊以北，流經扎波羅熱州和頓涅茨克州，最終注入亞速海，河道全長31公里，流域面積248平方公里。